# Шевченко Андрій Іванович
Андрій Іванович Шевченко (15 серпня 1906, село Воскресенка, Катеринославська губернія (тепер Запорізька область) — 1982, Москва, СРСР) — радянський партійний і профспілковий діяч, інженер-залізничник. Депутат Верховної Ради УРСР 3-го скликання. Кандидат технічних наук (1937).

## Біографія
Народився в родині робітника-залізничника. З 1914 по 1921 рік навчався в семирічній трудовій школі на станції Пологи. У 1922—1925 роках — учень механічного відділення Катеринославської професійної технічної школи, здобув кваліфікацію техніка-механіка. З 1924 по 1925 рік — помічник слюсаря вагоноремонтного заводу. У 1925 році вступив до комсомолу.
У 1925 році — помічник слюсаря, слюсар, у 1925—1927 роках — помічник паровозного машиніста, а  1927—1929 роках — машиніст паровоза паровозного депо залізничної станції Пологи.
Член ВКП(б) з 1929 року.
У 1929—1933 роках — студент паровозного відділення Ростовського інституту інженерів залізничного транспорту.
Одночасно, в 1931—1932 роках — заступник начальника депо Гречани Південно-Західної залізниці.
У 1933—1934 роках був курсантом, а з 1934 по 1937 рік — аспірантом, викладачем та завідувачем лабораторії Ростовського інституту інженерів залізничного транспорту. У 1937 році закінчив аспірантуру та захистив кандидатську дисертацію. Після закінчення аспірантури працював доцентом, завідувачем кафедри «Вагони» Ростовського інституту інженерів залізничного транспорту. Одночасно, з грудня 1937 по липень 1941 року — секретар партійного комітету Ростовського інституту інженерів залізничного транспорту.
З серпня 1941 року — 1-й секретар Октябрського районного комітету ВКП(б) міста Ростова-на-Дону. Потім був евакуйований до Грузинської РСР, з серпня 1942 року працював доцентом Ростовського інституту інженерів залізничного транспорту в місті Тбілісі.
У лютому — березні 1943 року — 1-й секретар Октябрського районного комітету ВКП(б) міста Ростова-на-Дону
У березні 1943 — квітні 1944 року — 3-й секретар Ростовського міського комітету ВКП(б).
У квітні 1944 — лютому 1945 року — заступник секретаря Ростовського обласного комітету ВКП(б) із транспорту та зв'язку.
У лютому — квітні 1945 року — 2-й секретар Ростовського міського комітету ВКП(б).
19 квітня 1945 — 5 серпня 1946 року — завідувач відділу транспорту Управління кадрів ЦК ВКП(б). 5 серпня 1946 — 6 серпня 1948 року — заступник завідувача відділу кадрів транспорту Управління кадрів ЦК ВКП(б).
6 серпня 1948 — 24 березня 1949 року — завідувач сектора будівництва і промислових підприємств залізничного транспорту Транспортного відділу ЦК ВКП(б).
У березні 1949 — липні 1950 року — голова ЦК Профспілки робітників залізничного транспорту СРСР. У квітні 1949 — березні 1962 року — член Президії ВЦРПС СРСР.
29 червня 1950 — 27 березня 1962 року — секретар Всесоюзної центральної ради професійних спілок (ВЦРПС) СРСР.
З січня по липень 1959 року — заступник голови організаційного бюро Спілки спортивних товариств і організації СРСР. З липня 1959 року — заступник голови Центральної ради Спілки спортивних товариств і організації СРСР.
У березні 1962 — квітні 1975 року — заступник голови Державного комітету Ради міністрів СРСР із професійно-технічної освіти.
З квітня 1975 року — на пенсії в Москві. Похований на Новодівочому цвинтарі Москви.

## Нагороди
- орден Вітчизняної війни І ст. (1945)
- два ордени Трудового Червоного Прапора (1956, 1957)
- орден «Знак Пошани» (1965)
- медаль «За оборону Кавказу» (1944)
- медаль «За перемогу над Німеччиною у Великій Вітчизняній війні 1941—1945 рр.» (1945)
- медаль «За доблесну працю у Великій Вітчизняній війні 1941—1945 рр.» (1945)
- медалі